# Miejski Dom Kultury „Południe” w Katowicach
Miejski Dom Kultury „Południe” – został założony w 2000 roku, uchwałą Rady Miejskiej Miasta Katowice nr XXVI/345/00 z dnia 28.08.2000 roku. Jest to samorządowa instytucja kultury, działająca przede wszystkim na terenie miasta Katowice. Placówka działa w dziedzinie wychowania, edukacji i upowszechniania kultury. Siedziba Domu Kultury znajduje się w Katowicach-Kostuchnie. Poza główną siedzibą Dom Kultury prowadzi także cztery filię w południowych dzielnicach miasta. Jest to: Filia nr 1, czyli Katowice-Piotrowice; Filia nr 2, czyli Katowice-Murcki; Filia nr 3, czyli Katowice-Zarzecze; Filia nr 4, czyli Katowice-Podlesie.

## Siedziba główna w Katowicach-Kostuchnie
Siedziba główna usytuowana jest w Katowicach-Kostuchnie. Jego historia stale przeplata się z funkcjonującą filią nr 2 w Katowicach-Murckach. Obiekt powstał na bazie działającego w latach 1990–2000, Zakładowego Domu Kultury KWK „Murcki”. W 1993 roku w związku z przekształceniami strukturalnymi zdecydowano o likwidacji ZDK Ruch II (ZDK w Murckach nosił nazwę Ruch II) w Murckach. Całą działalność przeniesiono wówczas do ZDK w Kostuchnie przy ul. T. B. Żeleńskiego 83. W tym samym roku, samorząd Miasta zgodził się na stałe dofinansowywanie Zakładowego Domu Kultury. W latach 1993–2000 Miasto Katowice pokrywało ok. 50% kosztów jego działalności. W 2000 roku, majątek ZDK został przejęty przez nowo powstałą instytucję samorządową Katowic pod nazwą Miejski Dom Kultury „Południe” w Katowicach.
Placówka realizuje m.in. stałe zajęcia dla dzieci, młodzieży oraz osób dorosłych, w których skład wchodzą: „Arabeska” – zajęcia taneczne dla dzieci, taniec nowoczesny, plastyka dla dzieci, pracownia malarska dla dorosłych, „Mała Akademia Malarstwa”, kursy językowe, zajęcia teatralne dla dorosłych, nauka gry na instrumentach – gitara, pianino, keyboard, samoobrona dla każdego, karate dla dzieci, „zdrowy kręgosłup – zajęcia fitness”, slow jogging, chór mieszany „Słowiczek”, koło PTTK, koło emerytów nr 16 i nr 19 oraz koło wędkarskie.

## Fila nr 1 w Katowicach-Piotrowicach
MDK w Katowicach-Piotrowicach funkcjonuje w budynku w którym miała swoją siedzibę, istniejąca do 1951 roku, gmina Piotrowice Śląskie. W następnych latach, w obiekcie tym mieściła się Przychodnia Opieki Zdrowotnej. Uroczyste otwarcie oraz rozpoczęcie działalności obiektu jako filii nr 1 MDK, nastąpiło w dniu 21 września 2000 roku. Była to także oficjalna inauguracja działalności całego Miejskiego Dom Kultury „Południe” w Katowicach. Uczestniczyli w niej ówczesny Prezydent Miasta Katowice Piotr Uszok oraz inni przedstawiciele samorządu i środowisk społecznych z trzech dzielnic: Piotrowic, Kostuchny i Murcek.
Uznaje się, że zorganizowanie Domu Kultury było konieczne, ponieważ w południowych dzielnicach brakowało takiego ośrodka. Pomimo istnienia wielu grup i kółek o różnych zainteresowaniach nie było mowy o miejscu publicznie przeznaczonym do ich rozwoju.
Placówka realizuje m.in. stałe zajęcia dla dzieci, młodzieży oraz osób dorosłych, w których skład wchodzą: zajęcia artystyczne dla dzieci, „Klub Malucha”, zajęcia taneczne „Galaxy”, kurs tańca towarzyskiego i bachaty, fitness, gimnastyka dla seniora, zajęcia plastyczne, spotkania przy sztalugach, pracownia małych form rzeźbiarskich, pracownia szycia „Guziczek”, nauka gry na pianinie i skrzypcach, konsultacje komputerowe, chór kameralny „Fermata”, chór męski „Hejnał”, zajęcia robótek ręcznych „Ażurek”, Klub brydżowy „Impas”, klub skatowy, „Klub Seniora”, emeryci „Famur”, klub kolekcjonera oraz kurs brydża dla początkujących.

## Filia nr 2 w Katowicach-Murckach

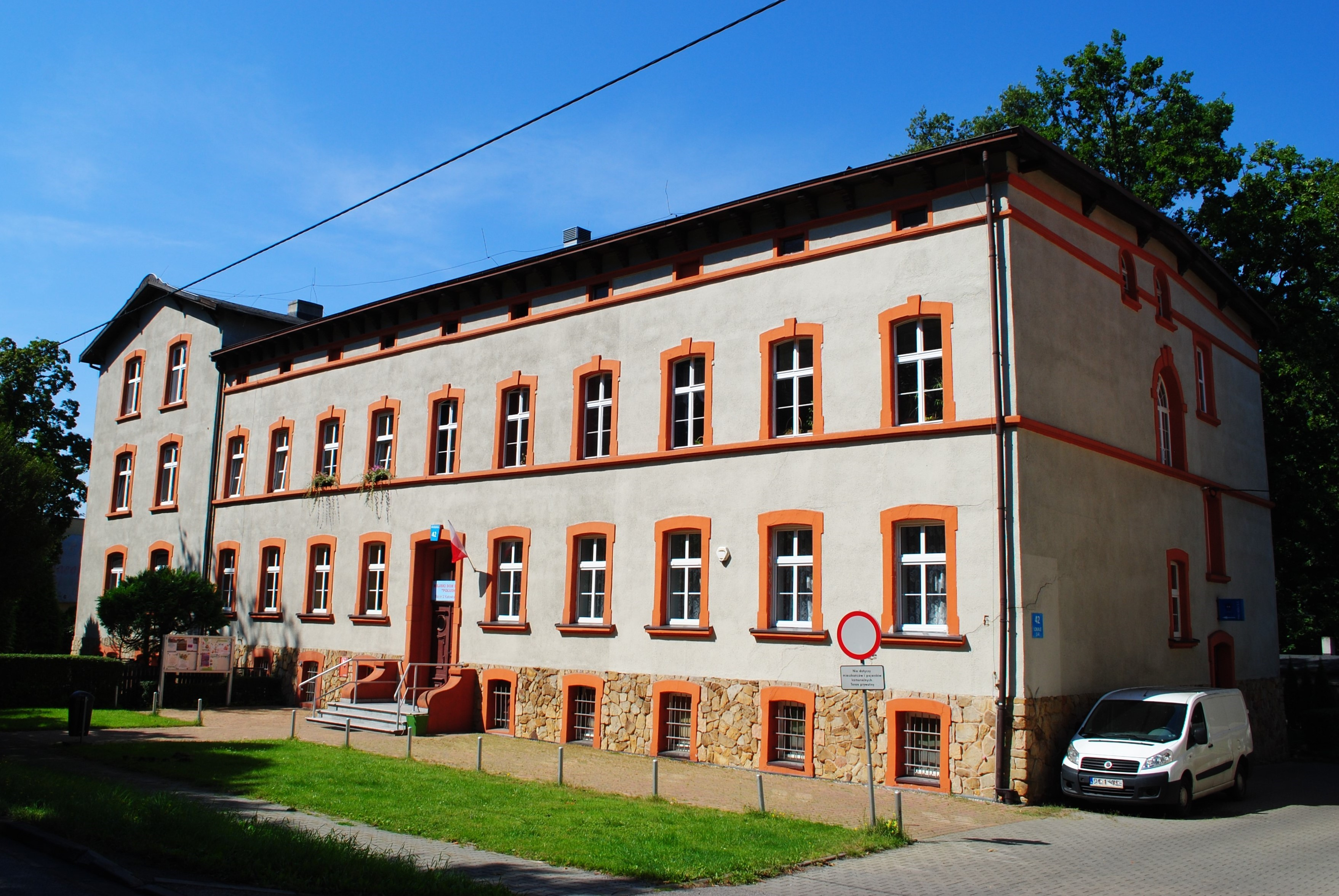
Budynek filii nr 2 przy ul. Kołodzieja 42

MDK w Katowicach-Murckach działa w pomieszczeniach byłego Klubu Górniczego. Podobnie jak w sąsiedniej Kostuchnie, istniejąca wcześniej w Murckach Górnicza Świetlica Kulturalno-Oświatowa została w 1958 roku przekształcona w Klub Górniczy przy kopalni „Murcki”. Do 1968 roku klub zajmował pomieszczenia w budynku domu towarowego „Pod zegarem” na murckowskim rynku, a następnie został przeniesiony do obiektu przy ul. Kołodzieja 42. W 1977 r. po oddaniu do użytku nowego obiektu przy ul. Kołodzieja 44 został utworzony Zakładowy Dom Kultury KWK „Murcki”. W 1993 r. ZDK w Murckach został zlikwidowany a budynek został wynajęty na rzecz II Prywatnego LO w Katowicach, które funkcjonowało w tym miejscu do 2007 r. W latach 2003–2009 w budynku tym, miała także swoją siedzibę niepubliczna Wyższa Szkoła Humanistyczna w Katowicach.
W latach 1977–2000, pomieszczenia dawnego Klubu Górniczego przy ul. Kołodzieja 42, były wykorzystywane na rzecz Klubu Seniora przy KWK „Murcki”. We wrześniu 2000 r. władze Katowic zdecydowały o włączeniu tego obiektu do nowo powstałego Miejskiego Domu Kultury „Południe” jako filia nr 2. Po przeprowadzeniu niezbędnego remontu dnia 17 grudnia 2001 roku, filia nr 2 została oddana do użytku.
Placówka realizuje m.in. stałe zajęcia dla dzieci, młodzieży oraz osób dorosłych, w których skład wchodzą: „Salsa i Bachata”, nauka gry na pianinie, „Zdrowy kręgosłup – gimnastyka”, spotkania integracyjne „Klubu Seniora”, spotkania „Klubu Miłośników Murcek”, „Klub Emerytów”, „Związek Górnośląski”, taniec dla seniorów, kurs tańca towarzyskiego, podstawy obsługi komputerów, pilates, grupa wsparcia „Radość życia” MOPS, chińskie ćwiczenia dla seniorów, gimnastyka rekreacyjna, Tai chi, joga, „Mała Rzeźba” oraz rytmika dla przedszkolaków.

## Filia nr 3 w Katowicach-Zarzeczu

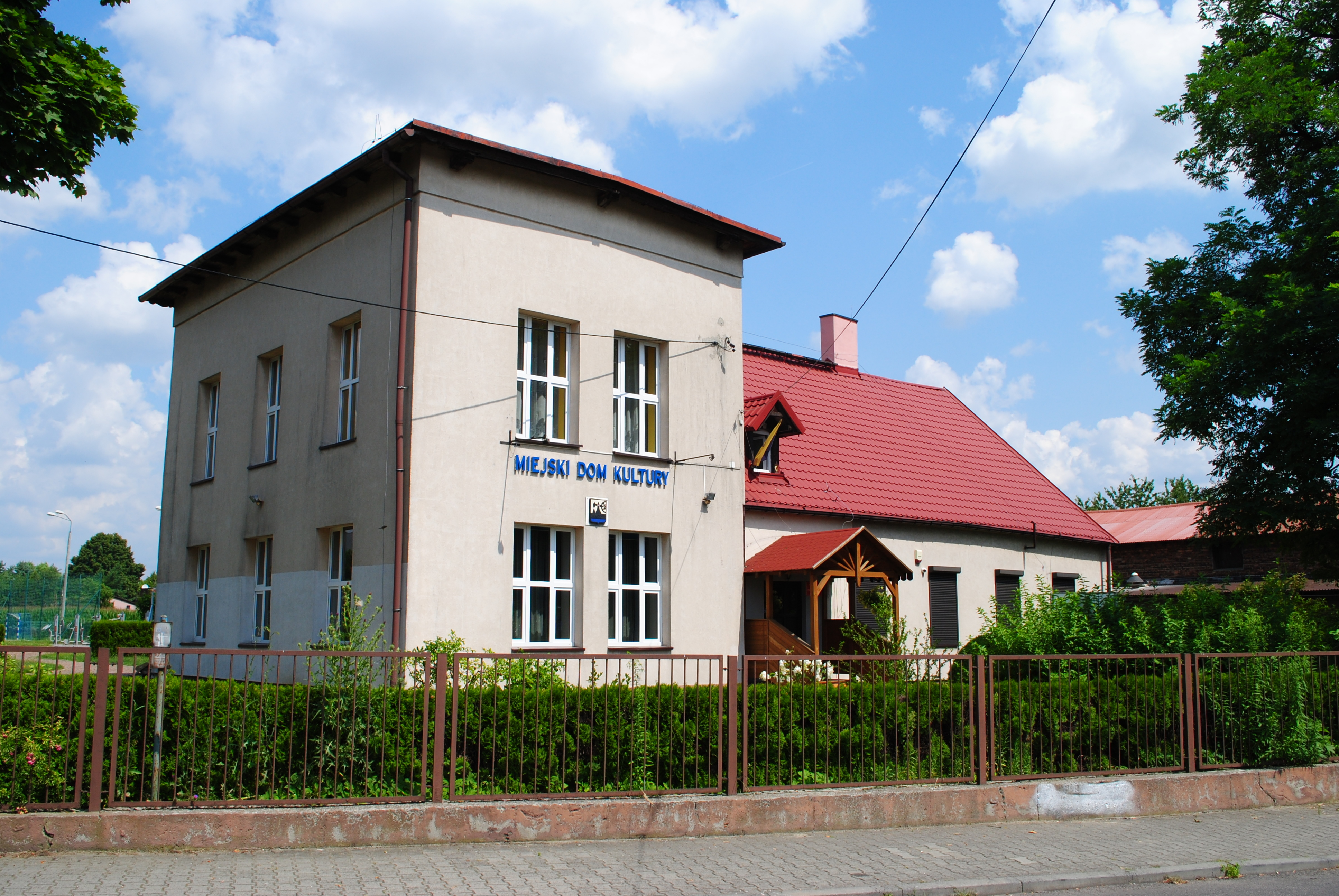
Budynek filii nr 3 przy ul. P. Stellera

Filia MDK w Katowicach-Zarzeczu mieści się w budynku byłej szkoły podstawowej przy ulicy Pawła Stellera. Powstała na mocy uchwały Rady Miejskiej Katowic nr XXXIX/517/01 z dnia 10.09.2001 r. w miejscu zlikwidowanej szkoły. Uroczyste otwarcie obiektu i rozpoczęcie działalności po kapitalnym remoncie nastąpiło w dniu 16 stycznia 2003 roku.
W domu kultury w Zarzeczu, podobnie jak w pozostałych filiach MDK, prowadzone są stałe zajęcia dla dzieci, młodzieży i osób dorosłych. Część z nich ma charakter artystyczny, część rekreacyjny, a niektóre typowo edukacyjny. Wszystkie mają na celu kształtowanie nowych umiejętności u uczestników zajęć, pogłębianie ich wiedzy w różnych dziedzinach, a także budowanie poczucia integracji ze społeczeństwem lokalnym.
Placówka realizuje m.in. zajęcia plastyczne, a w oparciu o Projekt BO „Z kijkami po zdrowie” – „Rękodzieło. Koronka klockowa”, „Gimnastyka dla smyka”, zajęcia taneczne dla dzieci, „Aktywny Senior”, „Joga, zdrowy kręgosłup”, „Zajęcia ruchowe Nordic Walking” oraz zumba.

## Filia nr 4 w Katowicach-Podlesiu
Filia MDK w Katowicach-Podlesiu utworzona została uchwałą Rady Miejskiej Katowic nr XIX/338/04 z dnia 19.01.2004 roku. Zlokalizowana jest na dobudowanej pierwszej kondygnacji budynku przy boisku klubu sportowego LGKS Podlesianka. Uroczyste otwarcie i rozpoczęcie działalności nastąpiło 12 lutego 2004 roku.
Placówka realizuje m.in. stałe zajęcia dla dzieci, młodzieży oraz osób dorosłych, w których skład wchodzą: „Klub Malucha”, zajęcia taneczne dla dzieci, warsztaty plastyczne, zajęcia aerobiku, karate, nauka gry na fortepianie i keyboardzie, lekcje gry na gitarze oraz spotkania „Koła Pszczelarzy”.